# Cornelia toe Boecop
Cornelia toe Boecop (* 1551 in Kampen; † nach 1629 in Sint-Michielsgestel) war eine niederländische Malerin.

## Leben
Cornelia toe Boecop wurde 1551 in Kampen als Tochter des Stadtrats Egbert toe Boecop und der Malerin Mechtelt van Lichtenberg in eine wohlhabende Familie geboren. Sie hatte einen Bruder und vier Schwestern, von denen auch ihre ältere Schwester Margaretha toe Boecop Malerin war. Die Töchter wurden vermutlich von der Mutter ausgebildet, da Malen und Zeichnen wie Handarbeiten und Musizieren zur Ausbildung von Mädchen in der höheren Gesellschaft gehörte. Sie heiratete in erster Ehe Roric van Harderwijck, nach seinem Tod Gerrit Boecop van Houwenberch. Über Kinder aus diesen Ehen ist nichts bekannt.

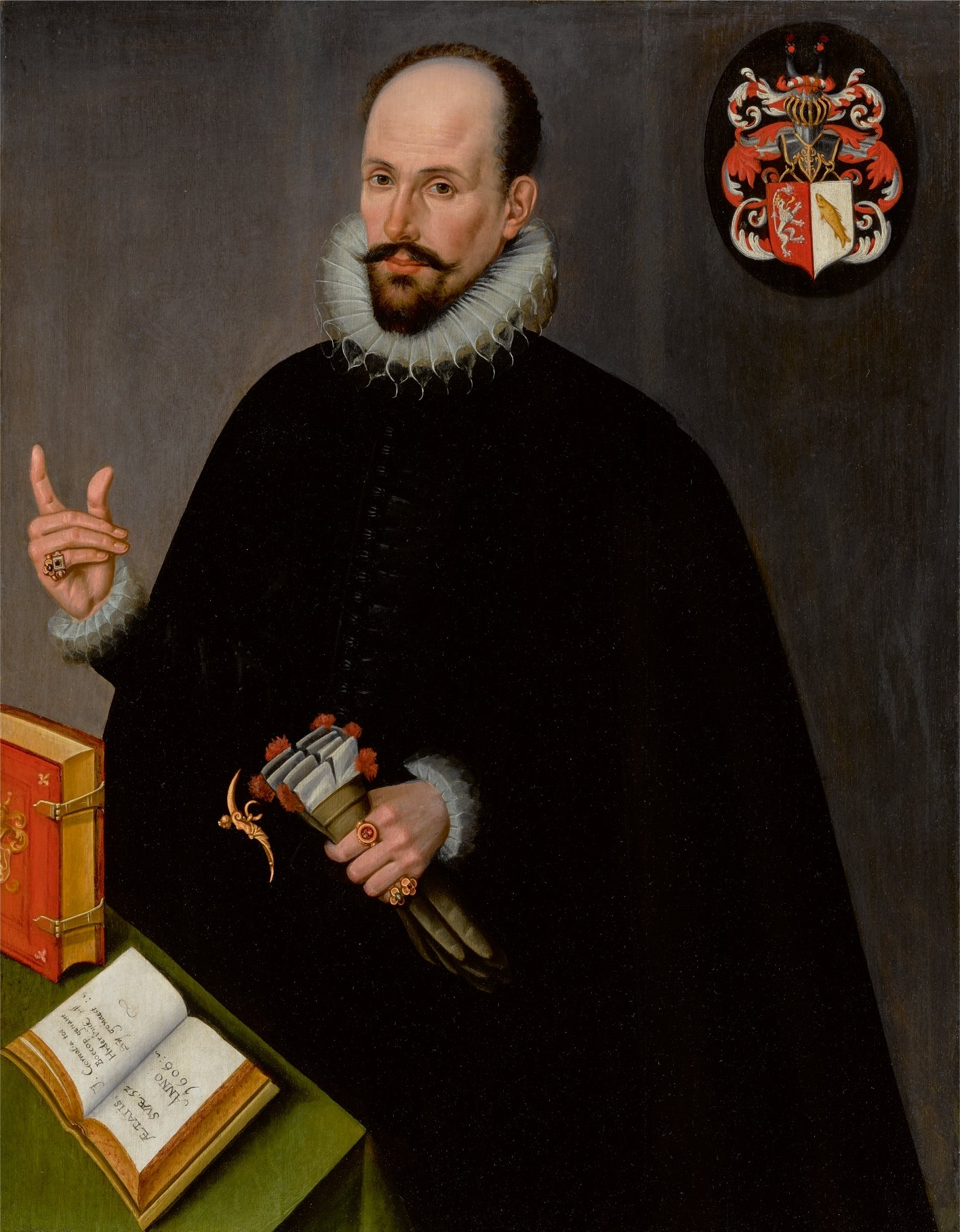
Porträt von Ott van Bronckhorst

Erhalten ist von ihr das Porträt eines Mannes von 1595. Anhand des Wappens wurde als Mitglied der Familie Van der Vecht-van Zuilen van Nijevelt identifiziert. Es ist signiert mit „Iov. Cornelia toe Boecop me faecit an. 1595“. Somit malte sie offensichtlich genau wie ihre Mutter auch nach der Hochzeit weiter. Darüber hinaus sind von ihr ein „Frauenbildnis“ und eine „Kreuzigung“ aus dem Jahr 1593 erhalten geblieben.
Nach der Restaurierung des letztgenannten Gemäldes fand 2006 im Stedelijk Museum Kampen eine Ausstellung unter dem Titel „Dargestelltes Leiden“ statt.
Cornelia toe Boecop ist die einzige malende Tochter von Mechtelt van Lichtenberg toe Boecop, die von Johan van Beverwijck in seinem Werk Van de wtnementheyt des Vrouwelicken genera aus dem Jahr 1643 erwähnt wird. Nachdem er Mechtelt Boecop als talentierte Malerin gelobt hat, fährt er fort: „ihre Tochter Cornelia van Boecop.“ verstand sich auch in derselben Kunst, und sie lebte im Jahr 1629 noch, da sie sehr alt war. Über Cornelias toe Boecop ist außer ihren beiden Ehen nichts bekannt.
Sie starb zwischen 1630 und 1634 in Sint-Michielsgestel.